# Chrysothemis friedrichsthaliana
Chrysothemis friedrichsthaliana là một loài thực vật có hoa trong họ Tai voi. Loài này được (Hanst.) H.E.Moore mô tả khoa học đầu tiên năm 1954.

## Hình ảnh

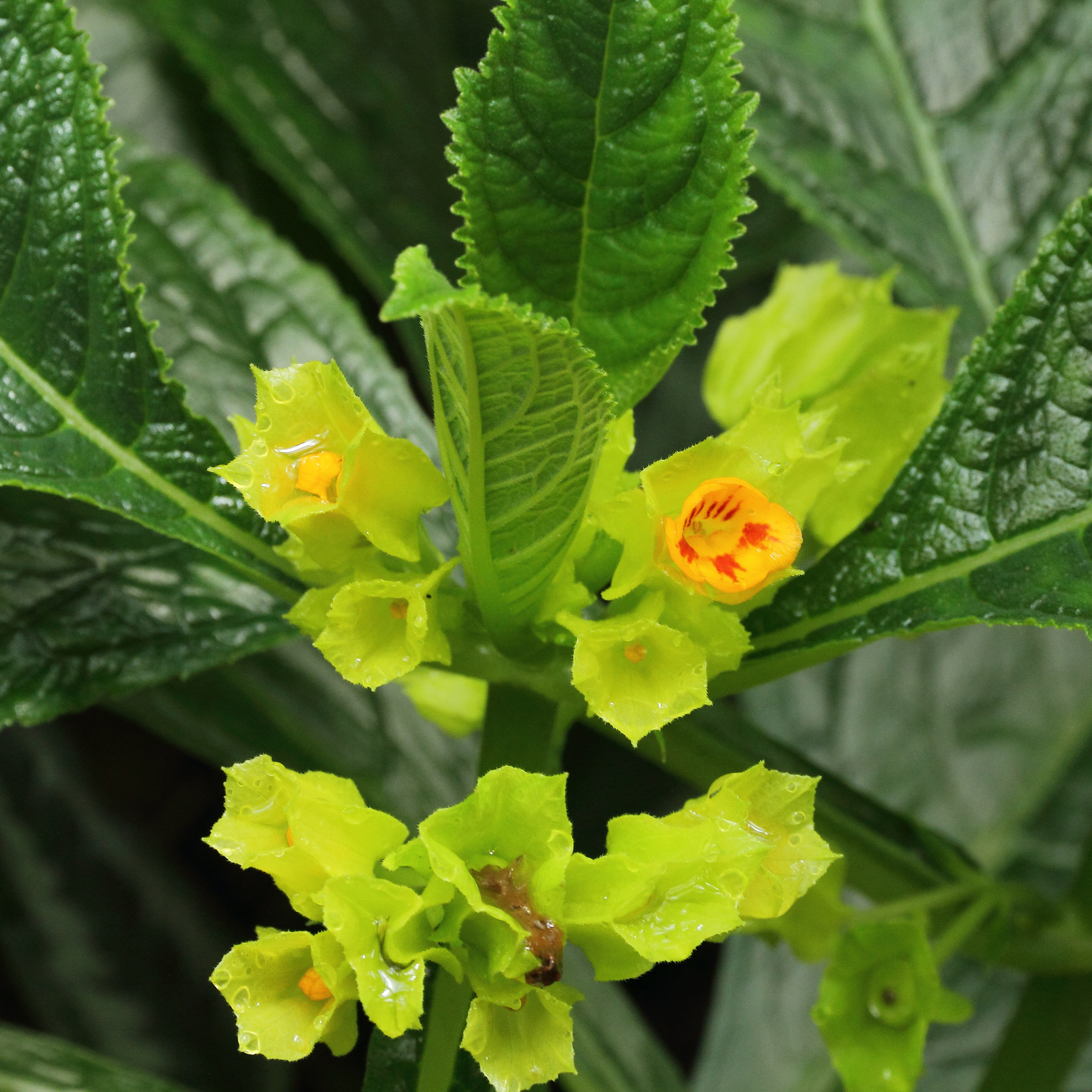